# Демкова, Наталья Сергеевна
Ната́лья Серге́евна Демко́ва (Сарафа́нова) (1 февраля 1932, Ленинград — 24 марта 2018, Санкт-Петербург) — советский и российский литературовед, археограф, исследователь древнерусской литературы.
Доктор филологических наук, профессор кафедры русской литературы филологического факультета Санкт-Петербургского государственного университета. Автор свыше 100 научных работ.

## Биография
Родилась 1 февраля 1932 года в Ленинграде. Окончила филологический факультет ЛГУ (1955), аспирантуру кафедры русской литературы того же факультета (1958). Научный руководитель — И. П. Ерёмин.
В 1958—1964 годах — младший научный сотрудник Сектора древнерусской литературы Пушкинского Дома (ИРЛИ АН СССР). Руководитель — академик Д. С. Лихачёв.
С 1964 года — работа на кафедре русской литературы филологического факультета ЛГУ (СПбГУ): преподаватель, ассистент, доцент, профессор.
Кандидатская диссертация — «Житие протопопа Аввакума (творческая история текста)» (1969).
Докторская диссертация — «Русская проза XVII века в контексте традиций» (1997, специальность — 10.01.01: Русская литература).
Многолетний руководитель студенческих археографических экспедиций в Архангельскую область. Под научным руководством Н. С. Демковой защищено 13 кандидатских диссертаций.
Член Санкт-Петербургского отделения Археографической комиссии РАН.
В честь Н. С. Демковой выпущен сборник статей: «О древней и новой русской литературе. Сборник статей в честь профессора Натальи Сергеевны Демковой» (СПб., Филологический факультет СПбГУ. 2005. — 331 с. ISBN 5-8465-0332-2).
Муж — профессор кафедры квантовой механики физического факультета СПбГУ Ю. Н. Демков (1926—2010).
Скончалась 24 марта 2018 года в Санкт-Петербурге. Похоронена на Богословском кладбище.

## Область научных интересов
Древнерусская литература, археография, палеография, источниковедение, литература русских старообрядцев.

## Научные труды
- Хронологический список трудов Н. С. Демковой за 1958—2001 гг. // Труды Отдела древнерусской литературы (ТОДРЛ). СПб., 2003. Т. 53. С. 643—653.
- Перечень основных трудов Н. С. Демковой на сайте «Православной энциклопедии».

## Награды
- Лауреат премии СПбГУ 1-й степени за цикл научных работ о сочинениях протопопа Аввакума.
- Медаль «В память 300-летия Санкт-Петербурга».